# 普羅斯佩克特帕克 (新澤西州)
普羅斯佩克特帕克（英語：Prospect Park）是位於美國新澤西州巴賽克縣的自治市鎮。

## 人口
根據2020年美國人口普查的數據，普羅斯佩克特帕克的面積為3.15平方千米，皆為陸地。當地共有人口6372人，而人口密度為每平方千米2,023人。